# Xian de Zhidoi
Le xian de Zhidoi (治多县 ; pinyin : Zhìduō Xiàn) est un district administratif de la province du Qinghai en Chine. Il est placé sous la juridiction de la préfecture autonome tibétaine de Yushu.

## Démographie
La population du district était de 22 854 habitants en 1999.